# 신주영 (소방공무원)
신주영(申珠暎, 1948년 5월 25일~)은 DJ 국민의 정부 시대에 행정자치부 소방국장 등을 지냈었던, 경상남도 남해군 출신의 대한민국의 전직 소방공무원이었다.

## 학력
- 남해중학교 졸업
- 덕원상업고등학교 졸업

## 약력
- 1976.11.19 ~ 1977.11.28: 소방위 서울소방본부 방호과
- 1977.11.29 ～ 1978.08.17: 소방위 부산소방본부 방호과
- 1978.08.18 ～ 1984.05.31: 소방경 내무부 소방국 예방과
- 1984.06.01 ～ 1988.06.30: 소방령 소방학교 서무·교수·교무계장
- 1988.07.01 ～ 1993.04.05: 소방정 강원속초서장,학교교학과장 예방과 안전담당
- 1993.04.06 ～ 1998.03.31: 소방감 부산본부 방호·행정과장 내무부 예방과장, 인천본부장,내무부구조구급과장
- 1998.04.01 ～ 1999.04.25: 소방정감 부산소방본부장
- 1999.04.26 ～ 2000.07.07: 소방정감 서울소방방재본부장
- 2000.07.08 ～ 2001.12.18: 소방총감 행정자치부 소방국장

## 상훈
- 1987.11.02: 대통령 표창
- 1992.11.09: 녹조근정훈장